# Перейра, Хоакин
Хоакин Николас Перейра (исп. Joaquín Nicolás Pereyra; 1 декабря 1998, Темперлей, Аргентина) — аргентинский футболист, полузащитник клуба «Миннесота Юнайтед».

## Клубная карьера
Перейра — воспитанник клуба «Росарио Сентраль». 28 февраля 2016 года в матче против «Колона» он дебютировал в аргентинской Примере.
10 сентября 2020 года Перейра отправился в аренду в клуб чемпионата Португалии «Фамаликан» до конца сезона 2020/21.
В июле 2021 года Перейра был арендован клубом «Атлетико Тукуман» на 18 месяцев, до декабря 2022 года. В январе 2023 года «Атлетико Тукуман» выкупил Перейру у «Росарио Сентраль».
15 августа 2024 года Перейра перешёл в клуб MLS «Миннесота Юнайтед», подписав контракт в качестве назначенного игрока до конца сезона 2027 с клубной опцией продления на сезон 2028. По сообщениям, стоимость трансфера составила 3,3 млн долларов. В высшей лиге США он дебютировал 14 сентября в матче против «Сент-Луис Сити».

## Международная карьера
В 2017 года Перейра в составе молодёжной сборной Аргентины принял участие в молодёжном чемпионате Южной Америки в Эквадоре. На турнире он сыграл в матчах против команд Боливии и Венесуэлы.